# De slavin van Tollembeek
De slavin van Tollembeek is het 29ste album uit de Belgische stripreeks De avonturen van Urbanus en verscheen in 1990. Het werd getekend door Willy Linthout en bedacht door Urbanus zelf.

## Verhaal
Eufrazie wordt beschuldigd van allerlei zonden die ze feitelijk niet begaan heeft. De gemeente besluit haar als slavin van het dorp aan te stellen. Later komt uit dat Eufrazie de zonden niet begaan heeft en dat Stef / Staf en Stylo de daders waren. Om het goed te maken wordt Eufrazie heilig verklaard en dat heeft zo zijn gevolgen ...

## Culturele verwijzingen
- Urbanus metselt Eufrazie in een kelder en beweert: "Als ze nu nog ontsnapt ben ik Mickey Mouse!" Als ze echter meteen erna vóór hem staat, verandert zijn gezicht ook in dat van Mickey.